# 龙源乡
龙源乡是中华人民共和国湖南省岳阳市临湘市下属的一个乡，位于临湘市东部，乡辖区围绕龙源水库，北与湖北崇阳县相接，东与湖北通城县相接。 2009年，合并到羊楼司镇。龙源乡下辖6个行政村：龙源村、马坳村、明星村、幸福村、梅池村、四合村。